# Pietro Polar
Pietro Polar (Breganzona, 1773 – Breganzona, 1º settembre 1845) è stato un imprenditore, magistrato e politico svizzero.

## Biografia
Pietro Polar nacquenel 1773 a Breganzona, paese del canton Ticino oggi quartiere di Lugano. Figlio di Giovanni Polar, abbiente commerciante ticinese, ed Elisabetta Quadri, sposò Elisabetta Leoni, sorella dell'architetto Giuseppe, da cui ebbe almeno due figli noti, Giovanni e Ignazio,. Affiancato sin da giovane il padre, si dimostra un abile commerciante, riuscendo ad incrementare notevolmente il patrimonio famigliare. A questa ricchezza contribuì anche la carestia del 1816-1817: Pietro, instaurando un commercio con la Russia, importò grandi derrate di frumento; sempre in quest'occasione dimostro grande generosità verso il cantone, tanto da meritarsi un epitaffio ufficiale, il quale recitava:
Fu deputato al Gran Consiglio ticinese in diverse occasioni, ricoprendo l'incarico nel periodo 1808-1813, 1815-1830, 1834-1839 e 1844-1845. Inoltre, prestò servizio come giudice del tribunale d'appello fino al 1827 e come Consigliere di Stato dal 1827 al 1830.